# 國道3號 (芬蘭)
國道3號（芬蘭語：Valtatie 3/Kolmostie）是連接芬蘭首都赫爾辛基，經過坦佩雷，至瓦薩的一條公路，全長424公里。其中赫爾辛基—坦佩雷段為高速公路。
全段為歐洲E12公路的一部分。